# Pavel Hron (politik)
Pavel Hron (10. ledna 1917 Velký Beranov – 6. ledna 1992) byl český a československý politik Komunistické strany Československa a poúnorový poslanec Národního shromáždění ČSR a ČSSR a Sněmovny lidu Federálního shromáždění. V letech 1962–1968 byl předsedou Ústřední kontrolní a revizní komise KSČ.

## Biografie
Původně se jmenoval Karel, ale z neznámých důvodů si později křestní jméno změnil. Od roku 1931 do roku 1945 pracoval nejprve jako pekařský učeň a pekařský dělník v Jihlavě, potom jako horník v Ostravě. Vystudoval střední školu. Už za první republiky byl politicky aktivní. Od roku 1932 byl členem Komsomolu. V roce 1935 vstoupil do KSČ. Za války byl v letech 1944–1945 aktivní v odboji. Byl vedoucím pětičlenné ilegální skupiny, která například rozšiřovala ilegální Rudé právo.
Po válce pracoval v letech 1945–1948 v podniku Západomoravské továrny na sukna a přikrývky v Malém Beranově. V roce 1948 se uvádí jako dělník a předseda MNV, bytem Helenín.
Zastával i četné stranické funkce. V letech 1954–1960 byl vedoucím tajemníkem KSČ v Olomouci, v letech 1960–1962 v Brně. XI. sjezd KSČ ho zvolil za člena Ústředního výboru Komunistické strany Československa. XII. sjezd KSČ a XIII. sjezd KSČ ho zvolil na post člena Ústřední kontrolní a revizní komise KSČ, které v období prosinec 1962 - březen 1968 i předsedal. V roce 1958 mu byl udělen Řád práce, v roce 1967 Řád republiky a roku 1977 Řád Vítězného února. V letech 1959–1960 studoval na Vysoké škole politické ústředního výboru Komunistické strany Československa.
Po volbách roku 1948 byl zvolen do Národního shromáždění za KSČ ve volebním kraji Jihlava. Mandát nabyl až dodatečně v červenci 1951 jako náhradník poté, co rezignoval poslanec Vladimír Podborský. Mandát získal i ve volbách v roce 1954 (volební obvod Olomouc-venkov-Prostějov), ve volbách v roce 1960 (nyní již jako poslanec Národního shromáždění ČSSR za Jihomoravský kraj, podílel se na projednání ústavy ČSSR v roce 1960) a ve volbách v roce 1964. V Národním shromáždění zasedal až do konce jeho funkčního období v roce 1968.
Po federalizaci Československa ještě usedl roku 1969 do Sněmovny lidu Federálního shromáždění, kde setrval do konce volebního období, tedy do voleb v roce 1971. Za normalizace působil v letech 1970–1977 jako ředitel Muzea V. I. Lenina v Praze.